# Tantui
Tantui (chinês tradicional: 彈腿, chinês simplificado: 弹腿, pinyin: TánTuǐ) pode se referir a um determinado estilo de artes marciais chinesas ou a rotinas encontradas em muitos estilos diferentes.
Pouco é conhecido do Tantui como um estilo completoː no entanto, a rotina com este nome é muito popular em vários estilos do Norte. Sabe-se que o Tantui está profundamente enraizado entre o grupo étnico chinês Hui. Os estilos desenvolvidos por esta etnia são genericamente denominados jiaomen, dentre os quais também figuram o Chaquan, o Liuhequan e o Bajiquan.
O termo "tantui" foi traduzido para uma variedade de formas, sendo as mais comuns aquelas que lembram algo como "pernas saltitantes". Outras traduções possíveis são: "Pernas do lago", "Estilo da Família Tam" ("Tam" como sobrenome usado para denominar uma família de estilos de artes marciais chinesas) "Chutes", "Chutes da Lagoa" e outros. O termo é composto por dois ideogramas. Há um consenso sobre o segundo deles: 腿. No padrão Chinês Mandarim, este é representado, na Romanização pinyin, como "tuǐ" e significa, literalmente, perna ou coxa. No mundo de artes marciais, por analogia, pernas podem significar "chutes" ou, mais especificamente, um tipo de chute "elástico" frontal.

## A compreensão do Tantui como Rotina
Como formas ou rotinas, Tantui pode ser encontrado em muitas escolas de artes marciais chinesas. A forma Jie Tantui (接潭腿), por exemplo, aparece no currículo da Associação Atlética Jingwu, de Xangai, uma das primeiras instituições a estabelecer um sistema modernizado de aprendizado e treinamento de artes marciais chinesas.
As duas versões mais comuns, atualmente, são conhecidas como "As 10 ou As 12 Estradas para o Tantui". A palavra "estrada" (路, lù) é usada para se referir a cada segmento da rotina - grupos de movimentos encadeados - de modo que, se a primeira estrada tem o seu conjunto de movimentos (podendo ser executada mais de uma vez durante a forma) indo em uma direção, a segunda estrada teria os seus movimentos na direção oposta, a estrada três retornaria à primeira direção e assim por diante. Ele continuaria desta maneira até o final das 10 ou 12 estradas. Existem diversas variedades desta rotina e de maneiras de treiná-la, bem como outras com números diferentes de segmentos, além de variações para a prática em duplas, como é o caso da forma Jie Tantui (接潭腿).
Estilos que têm incorporado versões de Tantui em seu currículo geralmente usam-nas como rotinas básicas ou formas de treinamento. No entanto, devido à grande quantidade e qualidade de movimentos, podem ser estudadas intensamente por muitos anos, independentemente da versão. Também se tratam de rotinas ricas em técnicas marciais e para o fortalecimento da saúde, seguindo princípios da Medicina Tradicional Chinesa. Há, ainda, uma gama muito abrangente de aplicações que podem ser executadas a partir das rotinas denominadas Tantui. Pela sua prática ser tão difundida e seu valor tão reconhecido, um ditado chinês comum entre os artistas marciais prosperou: "se o seu tantui é bom, o seu kung fu vai ser bom".

## Ligações Externas
- Twelve Line Tantui. Texto de Hu Jian. Ilustrações de Xu Beihong. Posturas de He Guangxiang. Xangai: Chinese Library of Shanghai, 1917, Brennan Translations. (bilíngue: chinês-inglês).
- Vídeo: Tantui passo a passo.